# Kepler-238b
Kepler-238b es un planeta extrasolar que forma parte de un sistema planetario formado por al menos cinco planetas. Orbita la estrella denominada Kepler-238. Fue descubierto en el año 2014 por la sonda Kepler por medio de tránsito astronómico.